# Ezra Bridger
Ezra Bridger es un Personaje ficticio en la franquicia Star Wars, con la voz de Taylor Gray. Aparece como el protagonista de la serie animada Star Wars Rebels (2014–2018) y aparece en trabajos relacionados. Ezra también aparece en Star Wars Forces of Destiny (2018) con Gray retomando su papel. El personaje hace su debut en vivo en la serie de televisión Ahsoka, interpretado por Eman Esfandi.
En el universo de Star Wars, Ezra es un niño de la calle huérfano y estafador que se une al Fantasma en la liberación de su planeta natal, Lothal de la tiranía del Imperio Galáctico y es tomado bajo el ala de Kanan Jarrus, quien lo entrena en las artes Jedi y más tarde el ex Sith Maul, quien lo entrena en cómo ejercer el lado oscuro de la Fuerza. Más tarde, Ezra y la tripulación se unen a la Alianza Rebelde para ayudarlos en su lucha por liberar la galaxia en su conjunto, y se enfrentan a enemigos como los Inquisidores, Darth Vader y Gran Almirante Thrawn—el último de los cuales Ezra se sacrifica para derrotar, desapareciendo junto con él en otra galaxia. En Ahsoka, años después de la caída del Imperio, Sabine Wren viaja a la otra galaxia para rescatar a Ezra; Mientras Ezra regresa a la galaxia con Thrawn, Sabine y Ahsoka Tano quedan varadas en su lugar.

## Creación y desarrollo

### Concepto
El productor ejecutivo Dave Filoni describe al personaje como un "estafador". El ejecutivo creativo Rayne Roberts dijo: "[Ezra] realmente no confía en nadie; ese [es] su lema. A veces tiene ese tipo de borde duro, pero sabe cómo activar el encanto cuando se trata de obtener lo que quiere y [es] muy carismático, [uno] querría ser su amigo". El episodio "Día del Imperio" revela que Ezra nació el mismo día en que se inauguró el Imperio Galáctico, y que ha estado viviendo solo desde que tenía siete años, después de sus padres, Ephraim y Mira Bridger, fueron arrestados por hablar en contra del Imperio. Según Taylor Gray, Ezra vive solo en las calles de Lothal, confiando en su "inteligencia callejera", así como en sus habilidades subconscientes Fuerza: para sobrevivir.

### Actuación de voz
El personaje tiene la voz de Taylor Gray. Sobre su personaje, Gray declaró: "Es un carterista, es un pequeño ladrón. Pero lo hace todo porque necesita sobrevivir". El productor ejecutivo Greg Weisman dijo: "Vemos toda esta serie a través de los ojos de Ezra. A medida que sus ojos se abren a lo que el Imperio es capaz de hacer, sus ojos se abren al hecho de que hay personas a las que les importa, que son tratando de pelear la buena batalla, y se convierte en uno de ellos".

## Apariciones

### Televisión

#### Star Wars Rebels
Ezra hizo su primera aparición en televisión en el cortometraje "Property of Ezra Bridger", ambientado antes del estreno de la serie de dos partes "Spark of Rebellion". Ezra se encuentra por primera vez con un grupo de rebeldes que albergan la nave estelar "Ghost" al interferir en su operación. Kanan Jarrus, un Jedi y líder del grupo, descubre la sensibilidad a la Fuerza de Ezra. Al ver potencial en Ezra, Kanan decide entrenarlo en los caminos de la Fuerza. Ezra pronto se une a la tripulación Ghost y comienza su entrenamiento Jedi.
En "Path of the Jedi", Ezra es incluido formalmente en la Orden Jedi, cuando la voz de Yoda lo ayuda a encontrar un cristal kyber para crear su primer sable de luz, que después de construirse, es azul y presenta un blaster aturdidor incorporado con el patrón de su arma característica de erizo de la calle, una honda de energía. En el episodio de la segunda temporada "Legacy", descubre que sus padres fueron asesinados en una revuelta en la prisión. En "Shroud of Darkness" se revela que Kanan teme que Ezra pueda pasarse al lado oscuro, lo que sucede parcialmente cuando el antiguo Lord Sith Maul lo acerca más en "Twilight of the Apprentice", y en episodios posteriores también lo sigue llamando "aprendiz", mostrando un marcado interés por él. Su primer sable de luz también es destruido por Darth Vader. En el episodio de estreno de la temporada 3 "Steps into the Shadow", Ezra lo reemplaza con un sable de luz de hoja verde. En el mismo episodio, Ezra es ascendido al rango de Teniente Comandante del Escuadrón Fénix, y también asume el liderazgo de campo de la tripulación Ghost, debido a la ceguera de Kanan que le impide continuando el rol. Sin embargo, debido a su liderazgo imprudente en ese momento, fue suspendido del mando como Capitán de Corbeta hasta nuevo aviso. Los episodios "Shroud of Darkness", "Holocrons of Fate" y "Twin Suns" revelan la principal motivación de Ezra de la tercera temporada, "encontrar la clave para destruir a los Sith", a quien interpreta como el Maestro Jedi exiliado Obi-Wan Kenobi. Sin embargo, después de encontrar y hablar con Kenobi, Ezra se dio cuenta de que su verdadera misión era estar con los otros rebeldes y ayudarlos a luchar contra el Imperio. Durante el final de la temporada 3, al tomar el mando de un escuadrón durante la batalla contra la flota del Gran Almirante Thrawn, muestra que en este punto, el estado de Ezra como teniente comandante se ha restaurado por completo.
Ezra se pierde un poco después de la muerte de su maestro Kanan, pero comienza a comprender las lecciones finales de Kanan después de que penetra en el Templo Jedi en "A World Between Worlds". Su conexión con las criaturas sensibles a la Fuerza de Lothal aumenta, y en el penúltimo episodio "A Fool's Hope" y el final de la serie de una hora "Family Reunion and Farewell" (ambos emitidos el 5 de marzo de 2018), Ezra convoca tanto a los Loth-lobos como a los Purrgil para derrotar a Thrawn, Pryce y las fuerzas imperiales en Lothal. Debido a que los Purrgil han destrozado los puertos de observación del puente en el Destructor Estelar de Thrawn, al que lo han llevado, Ezra usa la Fuerza para crear una bolsa de aire protectora para él y Thrawn, y deliberada y desinteresadamente permite que se lo lleven con Thrawn por el Purrgil.

#### Forces of Destiny
Ezra aparece en el episodio "Una lección de desarme" de Star Wars Forces of Destiny, en el que Ahsoka Tano le da a Ezra una lección sobre cómo encontrar su fuerza interior y confiar en la Fuerza.

#### Ahsoka
Ezra hace su debut en acción real en la serie Ahsoka, interpretado por Eman Esfandi. Aparece por primera vez en "Parte uno: Maestro y Aprendiz" en un mensaje de holograma que grabó antes de su desaparición; aparece en forma física en "Parte seis: Un lugar muy, muy lejano", revelando que ha vivido en una aldea pacífica con los Noti en el planeta Peridea, ubicada en otra galaxia fuera de la original, y encontrándose con Sabine. En "Parte siete: Sueños y locuras", Ezra, Sabine y los Noti son atacados por una banda de bandidos dirigidos por los usuarios oscuros Baylan Skoll y su aprendiz Shin Hati, y las fuerzas de Thrawn. En medio del ataque, Ezra y Sabine son ayudados por Ahsoka. En "Parte ocho: La Jedi, la bruja y el caudillo", Ezra construye un nuevo sable de luz utilizando piezas de repuesto de su difunto maestro, Kanan. Tras construir su nuevo sable de luz, este junto con Ahsoka y Sabine deciden ir a detener al Destructor Estelar El Quimera del Gran Almirante Thrawn, el cual se ha acoplado al Ojo de Sion y enfrentan a los Night Troopers, a los cuales consiguen derrotar con facilidad, sin embargo estos descubren que las Grandes Madres los resucitan como zombies después de matarlos. En medio de todo, Ezra y Sabine dejan a Ahsoka enfrentarse a Morgan, mientras estos dos intentan evitar que Thrawn escape del planeta y con la ayuda de la Fuerza de Sabine, Ezra llega a la nave, dejando a Ahsoka, Sabine y Huyang varados en el planeta Peridea, por otro lado y disfrazado como un Night Trooper, Ezra consigue escapar de dicho planeta y entrar en la órbita del planeta Dathoomir, para momentos después robarse una nave de transporte y dirigirse a la órbita donde esta la flota de la Nueva República, comandada por Hera, pero luego que este aterriza en la nave, los oficiales de la Nueva República y la propia Hera lo confunden con un Night Trooper y le apuntan con sus blasters listos para disparar, sin embargo el droide Chopper reconoce al que esta debajo de la armadura y amistosamente este lo toca, para momentos después quitarse el casco y saludar a Hera, la cual termina llorando de alegría de ver a Ezra otra vez.

## Recepción
Ezra Bridger ha recibido comentarios generalmente positivos de fanáticos y críticos. Screen Rant lo clasificó séptimo en una lista de los mejores personajes de Star Wars Rebels, diciendo que "su arco a lo largo de las cuatro temporadas es fantástico, y realmente crece y madura hasta convertirse en un gran personaje", además de elogiar su "bellamente completado [serie] arco personal" tras la conclusión de la cuarta temporada. El escritor de Comic Book Resources, Ian Goodwillie, elogió al personaje por su descripción de la segunda temporada como "un personaje [que] había señalado la realidad inherente de las Guerras Clon", comparándolo con Darth Maul  y elogiando su tutoría con Hondo Ohnaka, mientras que Kelsey Yoor compiló la utilización de los personajes de "las enseñanzas arquetípicas de Joseph Campbell, particularmente con respecto a The Hero's Journey. Collider elogió la relación de Ezra con el Gran Almirante Thrawn y la conclusión "adecuada" para su arco de personajes, mientras que Dork Side of the Force lo elogió como "uno de los mejores personajes de todo el universo narrativo" del canon de Star Wars.